# Minerva (tidskrift)

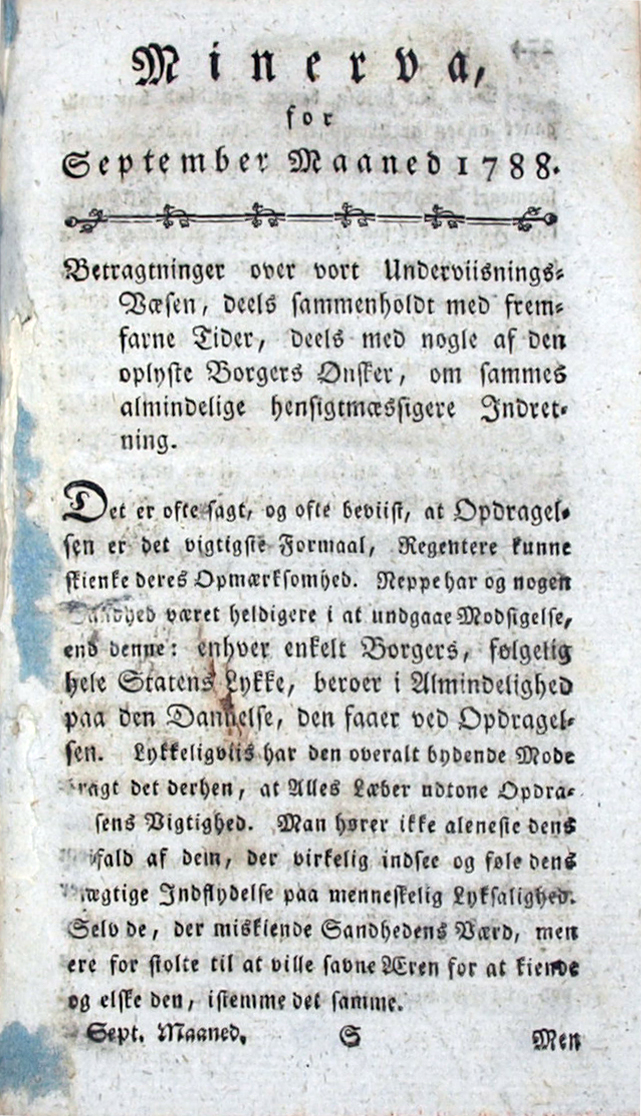
Titelbladet för Minerva, september 1788.

Minerva var en dansk månadspublikation, utgiven i Köpenhamn 1785–1807 av Pram (1785–93) och Rahbek (1794–1807), inalles 90 band. Minerva fortsatte 1808 som kvartalsskrift. Minerva var den mest lästa tidskriften i Danmark och räknade en stor mängd medarbetare från olika litterära kretsar (Baggesen, Grundtvig, Öhlenschläger). Tidskriften innehöll många bidrag till främjande av folkets andliga och materiella utveckling och redigerades i utpräglat frisinnad anda samt med något skandinavisk tendens.

## Tidskriftens historia
Minerva grundades av Christen Pram och Knud Lyne Rahbek, som båda var medlemmar i Drejers Klub, och tidskriften ansågs snart vara klubbens husorgan med dess civila och informationsvänliga åsikter. 1790–1793 redigerades den av Pram ensam, 1794–1798 av Rahbek ensam, 1798–1799 av Rahbek och Peter Collet och från 1799 till 1808 av Rahbek ensam. Från 1806 till 1808 (när utgivningen stoppades) publicerades den under namnet Nya Minerva. Enligt Salomon Soldins dödsruna över Peter Collett inbringade tjänsten som chefredaktör för tidskriften i slutet av 1790-talet 600 rigsdaler, som Rahbek erbjöd sig att dela med Collett när denne hade blivit avskedad från sin tjänst i det danska kansliet efter en kontroversiell recension av Michael Gottlieb Birckners bok Om Trykkefriheden og dens Law.
Rahbek gav 1815–1819 ut tidningen Dansk Minerva, och 1828–1830 tidningen Tritogenia. Et Maanedsskrift, som Fortsættelse af Minerva, som båda var tänkta att försöka återuppliva originaltidningens framgångar, men utan större framgång.
Rahbeks tanke var att innehållet i huvudsak skulle vara skönlitterärt, men Pram ville föra in hela det sociala livet under tidskriftens behandling, så att den kom att omfatta både skönlitteratur, religiösa rörelser, ekonomisk utveckling, utbildning, politik med mera.
Pram fick igenom sin plan – lyckligtvis; därför att han därigenom kom att skapa en tidskrift som förmodligen är unik i dansk litteratur. Däri, skriver Rasmus Nyerup, ”har nästan alla landets bokskrivande människor deltagit, ända från honom, vars säte är bredvid tronen, till bonden bakom plogen, och de har häri lagt var sin del till massan av de idéer som under de senaste 16 åren har sysselsatt alla tänkande huvuden i båda kungarikena".
Från 1785 till 1808 var tidskriften ett forum för möte mellan intellektuella, ämbetsmän och den läsande allmänheten. Månadsbladet hade stort inflytande på opinionsbildningen även i borgerliga kretsar utanför Köpenhamn.